# Östfronten (teatergrupp)
Östfronten är en uppländsk frigrupp som främst gör nyskriven musikal. Konstnärlig ledare sedan starten är Dag Thelander. Kompositör är Per Wickström. 
Gruppen bildades 2018 då Teater C delade sig och blev två fristående grupper. Fram till 2020 hade Östfronten sin hemmascen på Köttinspektionen i Uppsala, men har sedan dess endast gästspelat på andra teatrar. Gruppens uppsättningar har bland annat kunnat ses på Lilla Teatern i Helsingfors, Teater Tribunalen, Reginateatern, Borås stadsteater, Kulturhuset stadsteatern och Uppsala stadsteater. 
Störst uppmärksamhet har Östfronten fått för Trollkarlen från Chicago, en musikal om nyliberalisten och nobelpristagaren Milton Friedman, samt Vansinnets historia, en musikalisk fantasi om filosofen Michel Foucaults doktorandtid i Uppsala.
2024 är gruppen aktuell med en iscensättning av Sara Lidmans romansvit Jernbanan

## Produktioner i urval
- 2018 - Tills vi ses (konsertversion) av Dag Thelander och Per Wickström
- 2019 - Dom första tjugo av Dag Thelander och Emil Ingmar
- 2019 - Trollkarlen från Chicago av Dag Thelander och Per Wickström
- 2020 - Kriga som ingen av Dag Thelander
- 2020 - På Östfronten intet nytt av Dag Thelander och Per Wickström (karantänprojekt under Coronapandemin)
- 2020 - Ensemblen av Dag Thelander och Per Wickström
- 2020 - Sommar av Dag Thelander och Per Wickström
- 2021 - Mörkret av Dag Thelander
- 2022 - Vansinnets historia av Dag Thelander och Per Wickström
- 2022 - Innan nån dog av Dag Thelander och Per Wickström
- 2023 - Jernbanan av Dag Thelander och Per Wickström